# Ambilobe (stad)
Ambilobe is een stad in Madagaskar, gelegen in de regio Diana. De stad telt 14.425 inwoners (2005).

## Geschiedenis
Tot 1 oktober 2009 lag Ambilobe in de provincie Antsiranana. Deze werd echter opgeheven en vervangen door de regio Diana. Tijdens deze wijziging werden alle autonome provincies opgeheven en vervangen door de in totaal 22 regio's van Madagaskar.

## Geografie
Ambilobe is gelegen aan rivier de Mahavavy in het noorden van Madagaskar.

## Infrastructuur
Naast het basisonderwijs biedt de stad zowel middelbaar als hoger onderwijs aan. Ambilobe beschikt tevens over een eigen ziekenhuis. De stad beschikt over haar eigen luchthaven, Ambilobe Airport. Ook ligt de RN 5a richting de stad vanuit Antalaha, echter verkeerd de weg tussen Amobile en Vohemar in een slechte staat, vooral na regenval.

## Economie
Landbouw en veeteelt bieden werkgelegenheid aan respectievelijk 40% en 34% van de beroepsbevolking. Het belangrijkste gewas in Ambilobe is suikerriet, terwijl andere belangrijke producten katoen, rijst en tomaat betreffen. In de industriële en dienstensector werkt respectievelijk 13% en 2% van de bevolking. Daarnaast werkt 10% van de bevolking in de visserij.

## Bekende inwoners

### Geboren
- Albert Zafy (1927), oud-president van Madagaskar van 1993 tot 1996

## Galerij

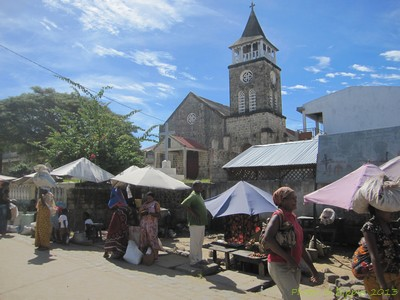
Centrum van Ambilobe
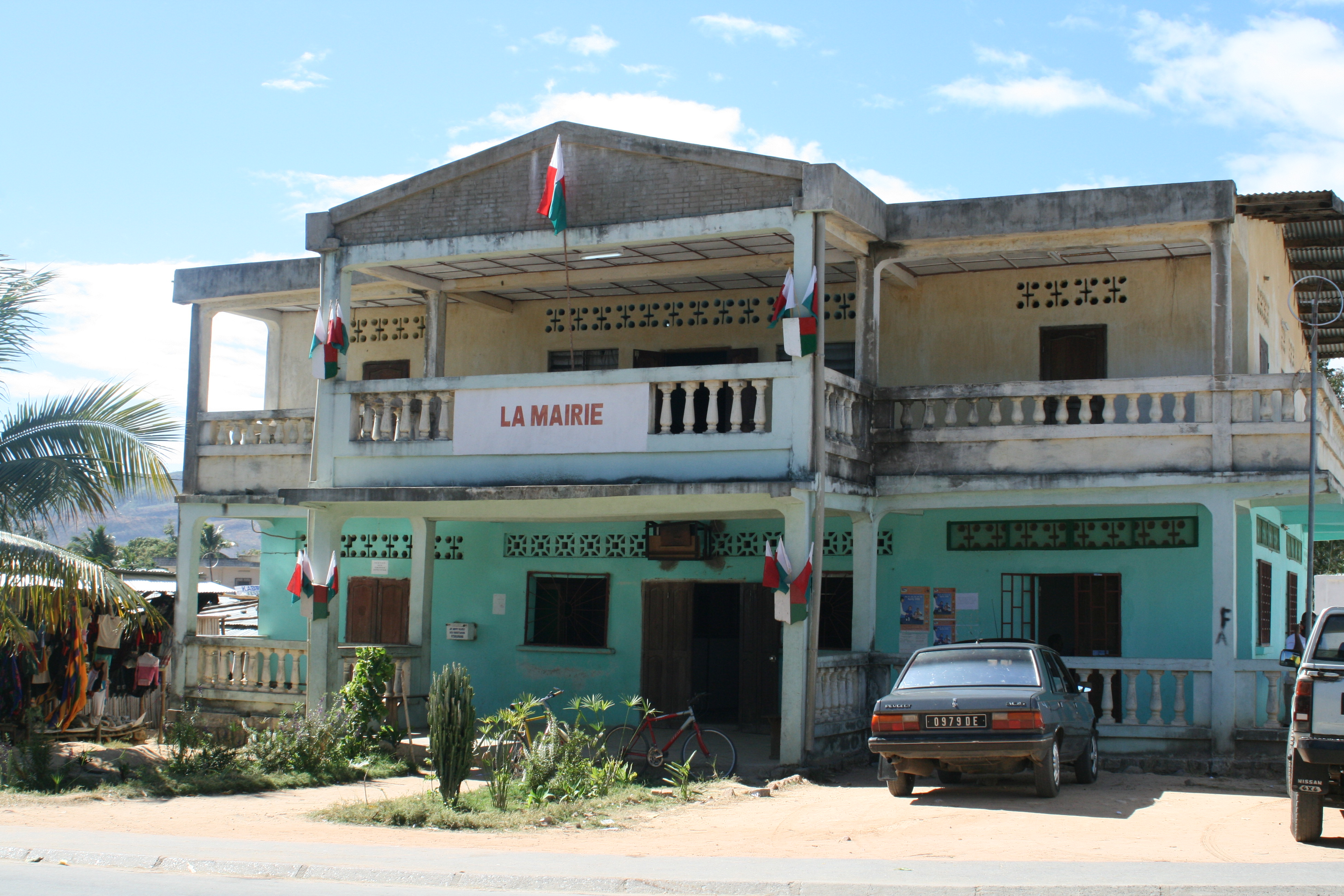
Gemeentehuis van Ambilobe